# 莱萨勒德卡斯蒂永
莱萨勒德卡斯蒂永（法語：Les Salles-de-Castillon，法語發音：[le sal də kastijɔ̃]）是法国吉伦特省的一个市镇，属于利布尔讷区。

## 地理
莱萨勒德卡斯蒂永（44°54'44"N, 0°0'4"W）面积10.81 平方千米，位于法国新阿基坦大区吉倫特省，该省份为法国西南部沿海省份，是法國本土面积最大的省，北起滨海夏朗德省，西临大西洋，南至朗德省，东南接洛特-加龍省，东临多爾多涅省。
与莱萨勒德卡斯蒂永接壤的市镇（或旧市镇、城区）包括：弗朗克、曼扎克、蒙佩鲁、圣米歇尔德蒙泰涅、加尔德冈和图尔蒂拉克、圣西巴尔、圣菲利普代吉耶。

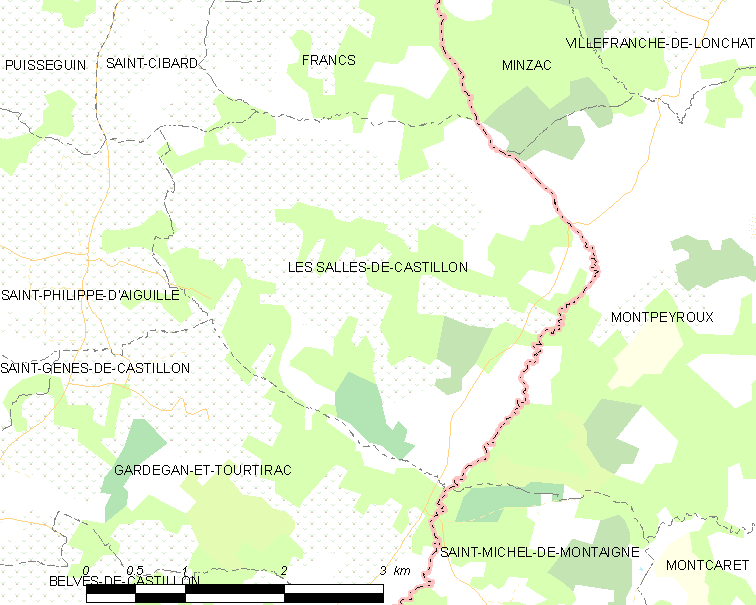
莱萨勒德卡斯蒂永的OSM定位图

莱萨勒德卡斯蒂永的时区为UTC+01:00、UTC+02:00（夏令时）。

## 行政
莱萨勒德卡斯蒂永的邮政编码为33350，INSEE市镇编码为33499。

## 政治
莱萨勒德卡斯蒂永所属的省级选区为多尔多涅山丘县。

## 人口

1962-2008年间莱萨勒德卡斯蒂永人口变化图示

莱萨勒德卡斯蒂永于2022年1月1日时的人口数量为321人。